# بارتولینو
بارتولینو (به لهستانی:  Bartolino) یک روستا در لهستان است که در گمینا مالخووو واقع شده‌است. بارتولینو ۱۲۰ نفر جمعیت دارد.